# نهائي كأس الجزائر 2004
نهائي كأس الجزائر 2004 هي المباراة النهائية من منافسة كأس الجزائر 2003–04، أقيمت المباراة في 25 يونيو 2004، في ملعب 5 جويلية 1962، بين فريقي اتحاد الجزائر، وشبيبة القبائل، وفاز فيها اتحاد الجزائر، بعد أن هزم شبيبة القبائل، بنتيجة 0 - 0، وكان حكم المباراة محمد بنوزة.

## تفاصيل المباراة
لعبت المباراة النهائية في 25 يونيو 2004.
| اتحاد الجزائر | 0 -0 | شبيبة القبائل |
| ------------- | ---- | ------------- |
|               |      |               |